# Herman Jacob Dijckmeester (1837-1891)
Herman Jacob Dijckmeester (Tiel, 8 augustus 1837 - Gorinchem, 9 november 1891) was een Nederlands advocaat en procureur, Wethouder van Gorinchem en liberaal Tweede Kamerlid.
Herman Jacob Dijckmeester was een telg uit een Tielse regentenfamilie, en zoon van de Tielse advocaat, notaris, wethouder en Statenlid van Gelderland mr. Herman Dijckmeester (1804-1873) en Jacoba Hermanna Verschoor (1806-1875); hij werd vernoemd naar zijn gelijknamige grootvader mr. Herman Jacob Dijckmeester (1771-1850), eveneens lid van de Tweede Kamer en bovendien lid van de commissie tot redactie van nationale wetgeving. Hij had vier broers en vijf zussen, hijzelf was de oudste. Zijn broer Alexander Johannes Dijckmeester zou zelf later lid worden van de Eerste Kamer, en zijn neef was de latere commissaris van de Koningin, Herman Jacob Dijckmeester (1847-1942). Zij waren kleinzoon van het lid van de Notabelenvergadering en Tweede Kamerlid Herman Jacob Dijckmeester (1771-1850).
Herman Jacob studeerde Romeins en hedendaags recht aan de Hogeschool te Leiden tussen 1855 en 1859, alwaar hij promoveerde op dissertatie over den uitersten wil bij openbare acte. Na zijn afstuderen werkte hij als advocaat en procureur in Gorinchem, en vanaf 1864 tevens als kantonrechter-plaatsvervanger. In 1974 werd hij gekozen in de gemeenteraad van Gorinchem, en een jaar later werd hij benoemd tot wethouder, wat hij tot zijn overlijden in 1891 zou blijven.
Dijckmeester trouwde in 1862 met Gerritje Maria Post (1837-1931), met wie hij drie dochters en drie zoons kreeg, van wie een zoon en een dochter al jong stierven.

## Tweede Kamer
In 1873 waagde hij voor de eerste keer een poging om gekozen te worden in de Tweede Kamer der Staten-Generaal, en na twee nederlagen (1873 en 1874) versloeg hij in 1877 de conservatief Van Goltstein van Oldenaller en de antirevolutionair Lintelo de Geer van Jutphaas. In 1881 werd hij herkozen, maar in 1884, 1886 en 1887 werd hij weer verslagen. In 1888 en 1891 werd hij nogmaals in de Kamer gekozen.
In de Tweede Kamer was hij een liberaal politicus, en vanaf 1885 lid van de Liberale Unie. De kleine, gezette man met een heldere stem sprak onder meer over justitie, onderwijs en waterstaat. Hij behoorde in 1889 tot de minderheid van 17 liberalen die voor de wijziging van de Lager-onderwijswet van het kabinet-Mackay stemde. In 1885 was hij lid van het comité over kiesrechtuitbreiding van de Liberale Unie.